# Las Ventas de Retamosa
Las Ventas de Retamosa é um município da Espanha na província de Toledo, comunidade autónoma de Castilla-La Mancha, de área 19 km² com população de 1782 habitantes (2006) e densidade populacional de 66,03 hab/km².

## Demografia
| Variação demográfica do município entre 1991 e 2004 | Variação demográfica do município entre 1991 e 2004 | Variação demográfica do município entre 1991 e 2004 | Variação demográfica do município entre 1991 e 2004 |
| --------------------------------------------------- | --------------------------------------------------- | --------------------------------------------------- | --------------------------------------------------- |
| 1991                                                | 1996                                                | 2001                                                | 2004                                                |
| 514                                                 | 690                                                 | 936                                                 | 1248                                                |